# Beeldend Gesproken Kunstprijs
De Beeldend Gesproken Kunstprijs is de nationale stimuleringsprijs voor professionele beeldend kunstenaars met een psychiatrische achtergrond. De prijs is een initiatief van kunstuitleen | galerie Beeldend Gesproken, de landelijke kunstuitleen voor professionele beeldend kunstenaars met een psychiatrische achtergrond, gevestigd te Amsterdam.
De Beeldend Gesproken Kunstprijs vestigt de aandacht op talentvolle beeldend kunstenaars met een psychiatrische achtergrond; wil hun werk zichtbaarder maken en de kansen voor deze kunstenaars vergroten. Daarnaast kan de prijs aanleiding vormen voor debat over de relatie tussen kunst en psychiatrie. De prijs is een doelsubsidie voor investering in de beroepspraktijk en staat open voor alle disciplines in de beeldende kunst met uitzondering van performance- en videokunst. De prijs wordt driejaarlijks uitgereikt, voor het eerst in 2005. 
Een onafhankelijke vakjury beoordeelt de inzendingen op artistieke criteria, los van de psychiatrische achtergrond van de kunstenaars. De jury wijst de prijswinnaars aan en kan daarnaast besluiten tot het doen van eervolle vermeldingen. Kunstuitleen galerie Beeldend Gesproken stelt drie geldprijzen ter beschikking, respectievelijk € 3.000,-, € 2.000,- en € 1.000,-.
Met het winnende werk en een selectie uit de overige – door de jury geselecteerde - inzendingen houdt Beeldend Gesproken een tentoonstelling in een Nederlands museum of expositieruimte. Bij de tentoonstelling wordt een catalogus uitgegeven.

## Winnaars

### 2017
- 1e prijs: Renneke van der Linden

Eervolle vermeldingen – Kristien van der Kuil, Stephan B. Reisig en Carla van Slooten

### 2014
- 1e prijs: Ingrid Greijn

Eervolle vermeldingen: Bert Osinga, Amuldo, Roos van Lierop, Renneke van der Linden, Jasper Windhorst

### 2011
- 1e prijs (gedeeld): Ralph Meijeringh
- 1e prijs (gedeeld): Astrid Oudheusden
- 3e prijs: Jasper Windhorst

### 2008
- 1e prijs: H.F. van Steensel
- 2e prijs: Sandor Klijn
- 3e prijs: Walter Terpstra

### 2005
- 1e prijs: Jannemiek Tukker
- 2e prijs: Hennie Buis
- 3e prijs: Ralf Haase